# Rogger (motorsailer)
De Rogger is een type jacht dat als polyester "heavy displacement" motorsailer is ontworpen door Dick Lefeber (1927-2000) en in samenwerking werd gebouwd door twee scheepswerven: de leverancier van het casco en de afbouwwerf. Die laatste deed ook de verkoop. "Rogger" is afgeleid van een zandplaat in de monding van de Oosterschelde tussen Zierikzee en Neeltje Jans, de Roggenplaat. De naam moest in navolging van de andere door de afbouwwerf gevoerde scheepsnamen, zoals Banjer en Krammer, op -er eindigen.   
Van 1969 tot 1976 werden de casco's in twee delen, romp en dek, gescheiden gebouwd bij Polyboat en later Polymarin uit Medemblik, een dochter van de Koninklijke Schelde Groep. Verscheidene uitvoeringen werden ontwikkeld:
- 1969 lengte 10.50 meter, in twee versies: MK I en MK II
- 1972 lengte 12.50 meter
- 1973 lengte 14.00 meter
- 1974 productie versie MK gestaakt en vervangen door vier ruimere versies FD (Flush Deck = bakdek)

Het afbouwen werd tot 1976 gedaan bij de Eista Werf in Ammerzoden en Nederhemert, daarna zijn de mallen naar Stangate Marine in Littlehampton /Engeland overgegaan. 
Van 1977 tot eind 1985 werden de casco's door VT Halmatic Limited gebouwd en de schepen afgebouwd door Stangate Marine: 
- de Rogger 36 ketch, gebaseerd op de 10.50 meter romp
- de Ushant 41
- de Atlas Rogger 46.

Rond 1985 werd de laatste Rogger geproduceerd. De Eista Werf sloot in 1981, Stangate Marine sloot in 1985
Via oud-werknemers en toeleveranciers wordt door de Rogger Motorsailer Club, een vereniging van eigenaren, getracht het juiste aantal per type te achterhalen. Voor zover bekend zijn er in totaal circa 90 Roggers gebouwd: 
- 73 Roggers 10.50 meter
- 11 Roggers 12.50 meter en Ushant 41
- 6 Roggers 14.00 meter en Atlas Rogger 46.

Van 67 Roggers (circa 75%) is anno 2009 de locatie bekend.
NB. Er bestaat geen enkele relatie met de motorboten van het type Rogger.